# جاك غرينجر (لاعب كرة قدم)
جاك غرينجر (بالإنجليزية: Jack Grainger)‏ (17 يوليو 1912 في المملكة المتحدة - 18 يناير 1976) هو لاعب كرة قدم بريطاني (وحمل سابقاً جنسية المملكة المتحدة لبريطانيا العظمى وأيرلندا) في مركز الدفاع. لعب مع نادي بارنسلي ونادي بانغور سيتي ونادي ساوثبورت ونادي ليفربول ونادي هايد إف سي وفريكلي أثلتيك ‏ وClitheroe F.C. ‏ وPrescot Cables F.C. ‏.